# IC 3984
IC 3984 је појединачна звијезда у сазвјежђу Береникина коса која се налази на листи објеката дубоког неба у Индекс каталогу.
Деклинација објекта је + 19° 37' 36" а ректасцензија 12h 59m 42,1s. IC 3984 је још познат и под ознакама * + 2 f gxy 28"" w (blended).